# Luboš Tomíček (ur. 1986)
Luboš Tomíček  (ur. 14 marca 1986 w Pradze) – czeski żużlowiec.

## Życiorys

### Kariera sportowa
Brązowy medalista indywidualnych mistrzostw Czech (2008). Złoty medalista mistrzostw Czech par klubowych (2007). Trzykrotny brązowy medalista drużynowych mistrzostw Czech (2005, 2006, 2008). Srebrny medalista drużynowych mistrzostw Wielkiej Brytanii (2008). Dwukrotny brązowy medalista drużynowych mistrzostw Włoch (2007, 2009).
Dwukrotny finalista drużynowych mistrzostw świata juniorów (Pardubice 2005 – IV miejsce, Abensberg 2007 – brązowy medal). Dwukrotny finalista indywidualnych mistrzostw świata juniorów (Terenzano 2006 – jako rezerwowy, Ostrów Wielkopolski 2007 – XV miejsce). Trzykrotny finalista indywidualnych mistrzostw Europy juniorów (Pocking 2003 – XIII miejsce, Rybnik 2004 – XI miejsce, Mšeno 2005 – XII miejsce). Uczestnik 6 turniejów Grand Prix IMŚ, jako zawodnik z „dziką kartą” lub rezerwowy (Praga 2006 – XIV miejsce, Praga 2007 – XIV miejsce, Leszno 2008 – XIV miejsce, Göteborg 2008 – XIV miejsce, Praga 2008 – XVI miejsce, Praga 2010 – XVII miejsce). Wielokrotny reprezentant Czech w eliminacjach drużynowego Pucharu Świata. Dwukrotny finalista klubowego Pucharu Europy (Lublana 2004 – IV miejsce, Miszkolc 2007 – IV miejsce). Zdobywca III miejsca w memoriale Luboša Tomíčka (Praga 2006).
Startował w ligach czeskiej, włoskiej, amerykańskiej, brytyjskiej oraz polskiej, w barwach klubów: KMŻ Lublin (2006, 2009), KM Ostrów (2007) oraz Kolejarz Opole (2008).

### Życie prywatne
Syn Luboša Tomíčka i wnuk Luboša Tomíčka, również żużlowców.